# Ferri-fluoro-leakeite
La ferri-fluoro-leakeite (simbolo IMA: Ffllk) è un raro minerale del supergruppo dell'anfibolo, all'interno del quale viene collocato nel "gruppo degli anfiboli con W(OH,F,Cl)-dominante" e da lì al sottogruppo degli anfiboli di sodio dove occupa un posto nel "gruppo contenente la radice leakeite nel nome"; essendo un anfibolo, appartiene agli inosilicati e pertanto alla famiglia minerale dei "silicati", e possiede composizione chimica NaNa2(Mg2Fe3+2Li)Si8O22F2.
La ferri-fluoro-leakeite è definita con:
- catione sodio dominante in posizione A
- catione magnesio bivalente Mg2+ dominante in posizione C2+
- catione ferro ferrico Fe3+ dominante in posizione C3+
- anione fluoro dominante in posizione W.

## Etimologia e storia
La ferri-fluoro-leakeite è stata scoperta nel corso delle analisi effettuate su un'altra nuova specie di minerale, la cámaraite, su campioni raccolti nel giacimento di Verkhnee Espe, in Kazakistan (precisamente, sui monti Akjailyautas, nella parte settentrionale della catena montuosa del Tarbagatai, ricompresi nella regione del Kazakistan Orientale), e approvata dall'Associazione Mineralogica Internazionale (IMA) nel 2009 con il nome di fluoroleakeite. Il nome è stato poi cambiato in ferri-fluoro-leakeite nell'ambito della revisione della nomenclatura degli anfiboli del 2012 (IMA 2012) in seguito alla ridefinizione della leakeite.
Il nome fluoro-leakeite è a tutt'oggi usato per un altro minerale.
In generale, la radice leakeite è in onore del geologo scozzese Bernard Elgey Leake dell'Università di Glasgow, che fu presidente del sottocomitato IMA per la revisione della nomenclatura degli anfiboli.

## Classificazione
La classica nona edizione della sistematica dei minerali di Strunz, aggiornata dall'Associazione Mineralogica Internazionale fino al 2009, non elenca la ferri-fluoro-leakeite, essendo essa stata approvata proprio nel 2009.
Il minerale è però presente nell'edizione successiva, proseguita dal database "mindat.org" e chiamata Classificazione Strunz-mindat; qui la ferri-fluoro-leakeite è elencata nella classe "9. Silicati (germanati)" e da lì nella sottoclasse "9.D Inosilicati"; questa viene ulteriormente suddivisa in base alla struttura cristallina del minerale, in modo tale che esso possa essere trovato nella sezione "9.DE Inosilicati con catene doppie di periodo 2, Si4O11; clinoanfiboli" dove forma il sistema nº 9.DE.25.
Anche nella Sistematica dei lapis (Lapis-Systematik) di Stefan Weiß la ferri-fluoro-leakeite si trova nella classe dei "silicati" e nella sottoclasse degli "inosilicati"; qui il minerale si trova nella sezione di quelli che hanno struttura "[Si4O11] a due bande 6-; gruppo degli anfiboli; anfiboli alcalini" dove forma il sistema nº VIII/F.08.

## Abito cristallino
La ferri-fluoro-leakeite cristallizza nel sistema monoclino nel gruppo spaziale C2/m (gruppo nº 12) con i parametri reticolari a = 9,8297(3) Å, b = 17,9257(6) Å, c = 5,2969(2) Å e β = 103,990(1)°, oltre ad avere 2 unità di formula per cella unitaria.

## Origine e giacitura
La ferri-fluoro-leakeite è stata trovata nel granito associata a riebeckite, egirina ed astrofillite ricche di litio. Si è formata per azione dei fluidi post-magmatici contaminati dalla roccia ospitante che hanno causato una ricristallizzazione del granito arricchito di litio, fluoro ed elementi delle terre rare. La paragenesi è con bafertisite, cámaraite e jinshajiangite.
La ferri-fluoro-leakeite è assai rara ed è stata trovata solo nella sua località tipo, il giacimento di "Verkhnee Espe" (48.1°N 81.45°E) (in Kazakistan); nel massiccio Dara-i-Pioz nei Distretti di Subordinazione Repubblicana (nel Tagikistan); a Papachacra, nel dipartimento di Belén (Argentina); presso Larvik (Norvegia) e a Gränna (Svezia).

## Forma in cui si presenta in natura
La ferri-fluoro-leakeite è stata scoperta sotto forma di grani lunghi fino a 3 mm, ma anche di cristalli isolati, piccoli aggregati e inclusioni nella cámaraite. I cristalli sono di forma prismatica con prismi paralleli a [001] e facce su {100} e {110}, i prismi sono terminati con fratture irregolari.
Il minerale è opaco con lucentezza vitrea; il colore è nero, ma può andare anche dal giallo senape al giallo brunastro, mentre il colore del suo striscio è da grigio molto chiaro a bianco.

## Proprietà ottiche
La ferri-fluoro-leakeite mostra un visibile pleocroismo con colori che variano dal grigio-verde chiaro lungo {\displaystyle x}, al grigio di tonalità intermedia lungo {\displaystyle y} al grigio-marrone lungo {\displaystyle z}.